# Claus Vissing
Claus Vissing (født 6. juni 1986 i Grindsted) er en dansk professionel speedwaykører, der i 2017 kører for Berwick Bandits i England Wanda Kraków Speedway i Polen og for Grindsted Speedway Klub i den danske superliga.
Claus Vissing er indehaver af banerekorden på Kronjyllands Speedway Center på 65,5 sekunder sat den 8. maj 2009.